# Invoering van het christendom op IJsland

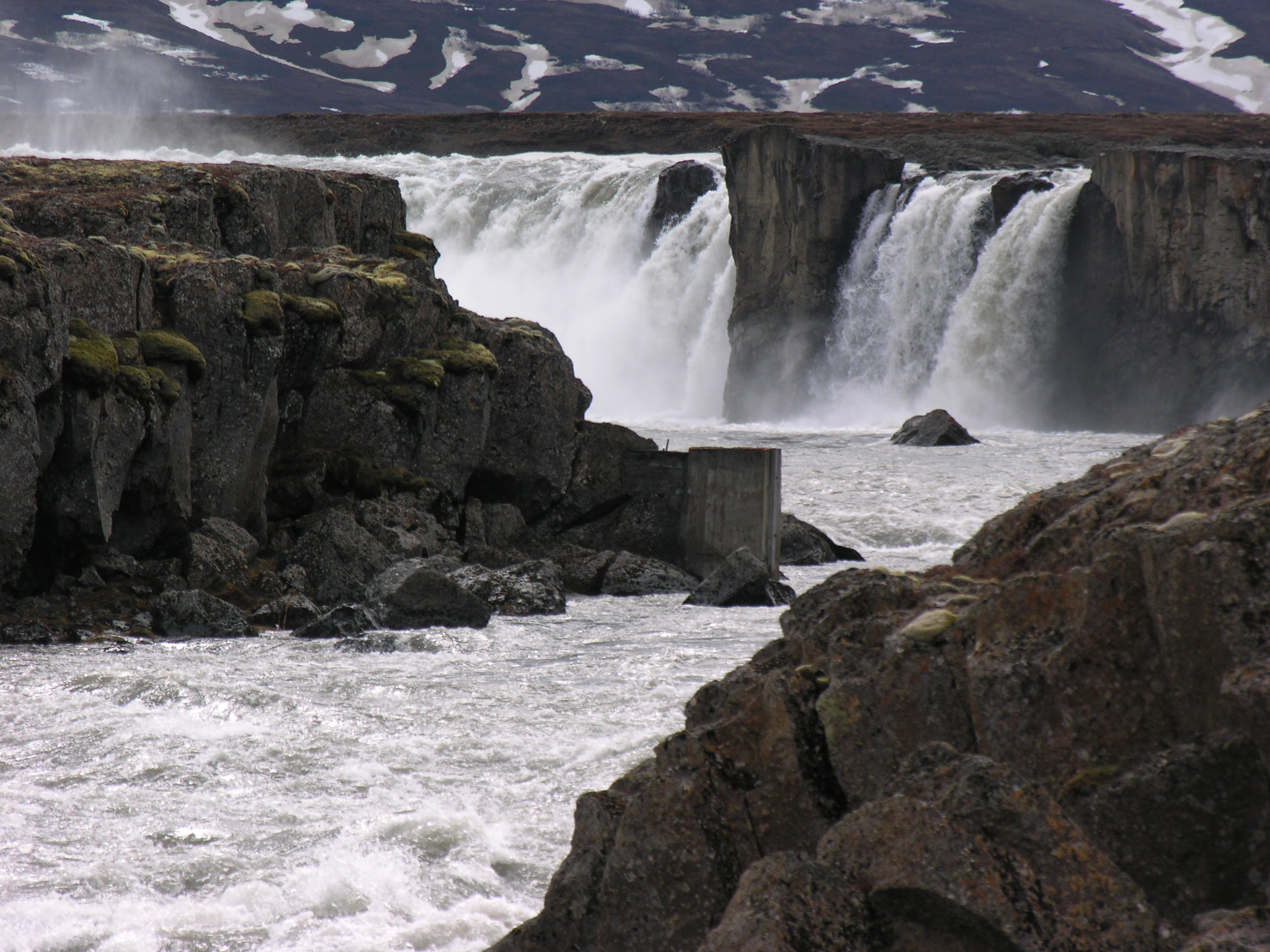
De Goðafoss-waterval dankt zijn naam aan de heidense voorwerpen die er door Thorgeir Ljósavatngooi in werden gegooid kort na zijn oordeel dat IJsland Christelijk zou worden.

De invoering van het christendom op IJsland vond rond het jaar 1000 plaats. In het IJslands staat deze gebeurtenis bekend als de kristnitaka (letterlijk, "het [op]nemen van het christendom").
De vreedzame invoering van het christendom in IJsland is opmerkelijk, omdat het niet zo zeer een langzaam proces was dat zich over een periode van meerdere decennia afspeelde, maar een beslissing van een man, de wetgever Thorgeir Ljósavatngooi, die daartoe gemachtigd door alle partijen op de Alting van het jaar 999 of 1000 het oordeel velde dat IJsland Christelijk zou worden.

## Voorspel

### Eerdere ervaringen met het christendom
De vroegste naleving van het Christelijk geloof in IJsland begon naar alle waarschijnlijkheid in de 9e en 10e eeuw met de komst van de eerste kolonisten tijdens de kolonisatie van IJsland. Sommigen van de eerste bewoners waren afkomstig uit de Britse eilanden en hadden het Christendom door hun contact met de Ieren aangenomen. De overgrote meerderheid van de oorspronkelijke kolonisten waren echter heidenen, die de Aesir (de Oud-Noorse goden) aanbaden. Georganiseerde vormen van het belijden van het christendom verdwenen waarschijnlijk na de dood van de eerste generatie kolonisten.

### Missionarissen
Vanaf 980 werd IJsland door diverse missionarissen bezocht. De eerste van deze lijkt een IJslander te zijn geweest die terugkwam. Deze Thorvald Konradsson de verbereiste (Oud-Noors: Þorvaldr Konráðsson inn víðförli) werd begeleid door een Saksische bisschop met de naam Fridrek, over wie verder weinig bekend is. Thorvalds poging om de IJslanders te bekeren kende slechts een beperkt succes. Hij werd het onderwerp van spot en werd uiteindelijk na een conflict, waarbij twee mannen werden gedood, gedwongen om het land te ontvluchten.

## Opvoeren van de druk door koning Olaf Tryggvason van Noorwegen
Nadat de tot het christendom bekeerde Olaf Tryggvason de troon van Noorwegen had bestegen, werden de inspanningen om IJsland te kerstenen sterk geïntensiveerd.
Koning Olaf zond een IJslander met de naam Stefnir Thorgilsson terug naar zijn vaderland om daar zijn landgenoten daar te bekeren. Toen overreding niet lukte ging Stefnir ertoe over om de heiligdommen en beelden van de heidense goden op gewelddadige wijze te vernielen - dit maakte hem echter zo impopulair dat hij uiteindelijk vogelvrij werd verklaard.
Na het falen van Stefnir zond Olaf Tryggvason een priester met de naam Thangbrand (Oud-Noors: Þangbrandr). Deze Thangbrand was een ervaren missionaris, die eerder zowel in Noorwegen als op de Faeröer-eilanden actief was geweest. Zijn missie in IJsland tussen ca. 997 en 999 was een gedeeltelijk succes. Hij slaagde erin om een aantal prominente IJslandse hoofdmannen te bekeren, maar doodde tijdens dit bekeringsproces ook twee of drie mannen. Thangbrand keerde in 999 terug naar Noorwegen en rapporteerde zijn falen aan koning Olaf Tryggvason.
Deze nam nu een zeer agressieve houding aan ten opzichte van de IJslanders. Hij ging over tot een boycott en weigerde per direct de toegang van IJslandse zeevarenden tot de Noorse havens. Ook nam hij verschillende belangrijke IJslanders die in Noorwegen verbleven in gijzeling. Door deze maatregelen werd alle handel tussen IJsland en haar belangrijkste handelspartner afgesneden. Onder de gijzelaars waren de zonen van de IJslandse hoofdmannen van elk van de vier IJslandse kwartieren. Olaf Tryggvason dreigde alle gijzelaars te doden als de IJslanders weigerden om het christendom te accepteren.
De vrij gelimiteerde buitenlandse politiek van het IJslands Gemenebest bestond er voor alles uit om goede relaties met Noorwegen te onderhouden. De christenen in IJsland gebruikten de opgevoerde druk van de Noorse koning om hun inspanningen om hun landgenoten te bekeren nog wat te intensiveren. De twee rivaliserende religies verdeelden het land en er dreigde een burgeroorlog.

## Bekering door bemiddeling en arbitrage
Deze stand van zaken kwam de volgende zomer tot een climax tijdens de jaarlijkse vergadering van het Alding, het politieke centrum van de IJslandse Gemenebest. Gevechten tussen leden van de rivaliserende religies leken zeer waarschijnlijk, tenzij bemiddelaars tussenbeide zouden komen en de zaak ter arbitrage zou worden voorgelegd. De wetspreker van de Althing, Thorgeir, de goði van Ljósavatn (IJslands: Þorgeir ljósvetningagoði) bleek  voor beide partijen als bemiddelaar acceptabel. Hij stond bekend als een gematigd en redelijk mens. Thorgeir aanvaardde de zware verantwoordelijkheid om te besluiten of IJsland al of niet Christelijk zou worden. Hij deed dit onder voorwaarde dat beide partijen zich bij zijn besluit zouden neerleggen. Toen dit werd toegezegd, trok hij zich een dag en een nacht terug onder een bontdeken, waar hij mediteerde en de zaken overwoog.
De volgende dag maakte hij bekend dat IJsland Christelijk zou worden, maar dit onder voorwaarde dat de oude wetten met betrekking tot de "blootstelling van zuigelingen" aan de elementen en het eten van paardenvlees van kracht zouden blijven, en dat heidense rituelen en offers in de privé-sfeer toegestaan bleven. Deze uitzonderingen stonden in verband met lang gevestigde gewoonten die strijdig waren met de wetten van de Kerk. Paardenvlees is in vele culturen een taboevoedsel. Paus Gregorius III had de Germaanse gewoonte om de paardenvlees te eten in 732 verboden. Op dezelfde wijze was kinderdoding in de gehele wereld gemeengoed. De praktijk van het blootstellen van "overbodige" kinderen aan de elementen was een lang gevestigd onderdeel van de IJslandse cultuur. Men geloofde er sterk aan dat er een limiet was aan het aantal mensen dat op het eiland kon leven. Te veel kinderen konden een ramp worden voor de gehele gemeenschap.
Thorgeir, die zelf een heidense priester was, nam zijn heidense afgoden en gooide hen in een grote waterval, die nu bekendstaat als de waterval van de goden (IJslands: Goðafoss). Het probleem van het veranderen van religies was dus opgelost, aangezien alle aanwezigen op de Althing zich bij het oordeel van Thorgeir neerlegden en werden gedoopt. Een burgeroorlog werd dus middels arbitrage afgewend. De vreedzame invoering van het christendom in IJsland is in veel opzichten opmerkelijk, zeker ook gezien de decennia van burgeroorlogen voordat Noorwegen volledig Christelijk was geworden. Dat wist men op IJsland natuurlijk ook. Een waarschijnlijke verklaring is dat de belangrijkste goði (hoofdmannen) op IJsland bij een keuze tussen twee kwaden de voorkeur gaven aan verandering in de religie boven een burgeroorlog. Bij hun beslissing het oordeel van Thorgeir Ljósavatngoði niet aan te vechten zal de gijzelingssituatie in Noorwegen ook een rol hebben gespeeld.
Zodra de kerk de zaken in IJsland stevig onder controle had, werden het eten van paardenvlees, infanticide, en het uitvoeren van heidense rituelen in de privé-sfeer weer verboden.

## Nasleep
In de 11e eeuw kwamen volgens IJslandse bronnen drie Armeense bisschoppen, Petros, Abraham en Stephannos als christelijke missionarissen naar IJsland. Hun op het eerste gezicht verrassende aanwezigheid kan worden verklaard tegen de achtergrond van het verblijf van de latere Noorse koning Harald Hardrada (ca. 1047-1066) in de Varangiaanse garde in Constantinopel. Daar heeft hij bijna zeker Armeniërs ontmoet die dienstdeden in het Byzantijnse keizerlijke leger.

## Betrouwbaarheid primaire bronnen
De invoering van het christendom in IJsland wordt traditioneel toegeschreven aan het jaar 1000 (hoewel sommige historici deze  gebeurtenis in jaar 999 plaatsen). De belangrijkste bronnen voor de gebeurtenissen voorafgaand aan de invoering van het christendom zijn Ari Þorgilssons Íslendingabók (het Boek der IJslanders), de IJslandse sagen en kerkelijke geschriften over de eerste bisschoppen en predikanten. Ari's verslag van de gebeurtenissen over de invoering van het christendom lijkt betrouwbaar te zijn. Hoewel hij 67 jaar na de invoering van het christendom werd geboren, citeert hij uit primaire bronnen.

### Voetnoten
1. ↑  Het was Ari hinn fróði die de exacte frase "twee of drie mannen" gebruikte (Íslendingabók, hfdst. 7.). De moorden worden ook beschreven in de Kristnisaga, de Njáls saga, het Landnámabók en diverse andere bronnen. Onder Thangbrands slachtoffers waren de skalden Þorvaldr Veils en Vetrliði Sumarliðason, en waarschijnlijk ook Vetrliðis zoon.
2. ↑  Gwyn Jones, The North Atlantic Saga: Being the Norse Voyages of Discovery and Settlement to Iceland, Greenland, and North America, Oxford University Press, 1986, blz. 149-51.
3. ↑  A.E. Redgate, The Armenians, Blackwell Publishers, 1998, 2000, blz. 233-234.